# Sharp County
Das Sharp County ist ein County im US-Bundesstaat Arkansas. Der Verwaltungssitz (County Seat) ist Ash Flat. Das County gehört zu den Dry Countys, was bedeutet, dass der Verkauf von Alkohol eingeschränkt oder verboten ist.

## Geographie
Das County liegt im Nordosten von Arkansas, grenzt mit der Nordspitze an Missouri und hat eine Fläche von 1570 Quadratkilometern, wovon fünf Quadratkilometer Wasserfläche sind. Es grenzt an folgende Countys:
| Fulton County | Oregon County (Missouri) | Randolph County |
|               |                          |                 |
| Izard County  | Independence County      | Lawrence County |

## Geschichte
Das Sharp County wurde am 18. Juli 1868 aus Teilen des Lawrence County gebildet. Benannt wurde es nach Ephraim Sharp, einem Mitglied der Regierung von Arkansas und Repräsentant des Lawrence-, Randolph- und Greene County.

## Demografische Daten
Nach der Volkszählung im Jahr 2000 lebten im Sharp County 17.119 Menschen in 7211 Haushalten und 5141 Familien. Die Bevölkerungsdichte betrug 11 Einwohner pro Quadratkilometer. Ethnisch betrachtet setzte sich die Bevölkerung zusammen aus 97,14 Prozent Weißen, 0,49 Prozent Afroamerikanern, 0,68 Prozent amerikanischen Ureinwohnern, 0,12 Prozent Asiaten, 0,02 Prozent Bewohnern aus dem pazifischen Inselraum und 0,16 Prozent aus anderen ethnischen Gruppen. Unabhängig von der ethnischen Zugehörigkeit waren 1,39 Prozent der Bevölkerung spanischer oder lateinamerikanischer Abstammung.
Von den 7211 Haushalten hatten 25,8 Prozent Kinder oder Jugendliche im Alter unter 18 Jahre, die mit ihnen zusammen lebten. 59,9 Prozent waren verheiratete, zusammenlebende Paare, 8,1 Prozent waren allein erziehende Mütter, 28,7 Prozent waren keine Familien. 25,6 Prozent aller Haushalte waren Singlehaushalte und in 14,4 Prozent lebten Menschen im Alter von 65 Jahren oder darüber. Die Durchschnittshaushaltsgröße lag bei 2,34 und die durchschnittliche Familiengröße bei 2,79 Personen.
21,9 Prozent der Bevölkerung waren unter 18 Jahre alt, 6,3 Prozent zwischen 18 und 24, 22,8 Prozent zwischen 25 und 44, 25,5 Prozent zwischen 45 und 64 und 23,6 Prozent waren 65 Jahre oder älter. Das Durchschnittsalter betrug 44 Jahre. Auf 100 weibliche kamen statistisch 92,4 männliche Personen und auf 100 Frauen im Alter von 18 Jahren und darüber kamen durchschnittlich 90,2 Männer.
Das jährliche Durchschnittseinkommen eines Haushalts betrug 25.152 USD, das Durchschnittseinkommen der Familien 29.691 USD. Männer hatten ein Durchschnittseinkommen von 23.329 USD, Frauen 16.884 USD. Das Prokopfeinkommen betrug 14.143 USD. 13,2 Prozent der Familien und 18,2 Prozent der Einwohner lebten unterhalb der Armutsgrenze.

## Kultur und Sehenswürdigkeiten

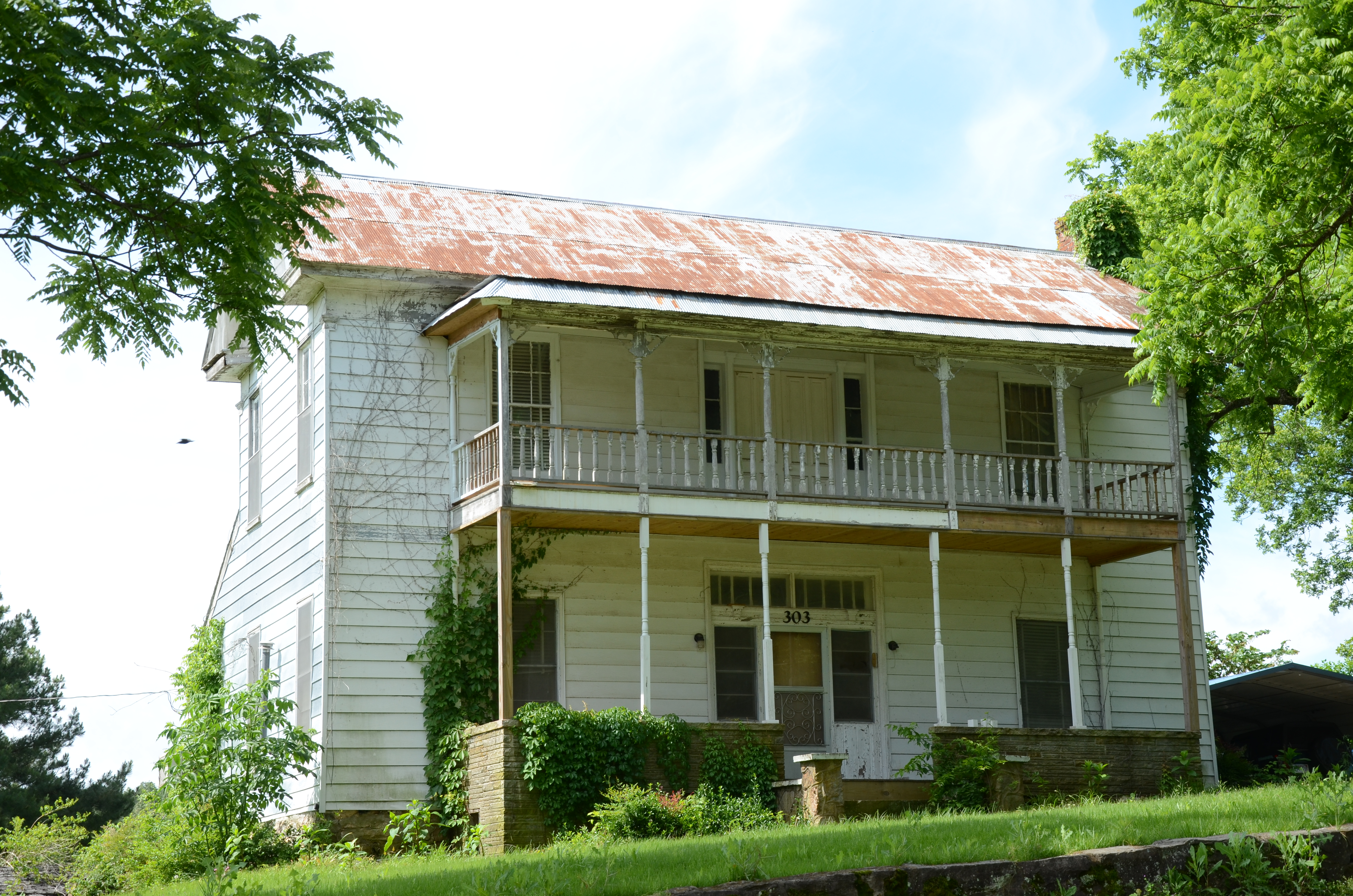
Coger House (2016). Dieses um 1870 errichtete Wohnhaus wurde im Juni 1982 als erstes Objekt des County im NRHP eingetragen.

28 Bauwerke, Stätten und historische Bezirke (Historic Districts) des Countys sind im National Register of Historic Places („Nationales Verzeichnis historischer Orte“; NRHP) eingetragen (Stand 18. Juli 2022), darunter zwei Kirchen, eine Schule und ein Friedhof.

## Orte im Sharp County
| Citys - Ash Flat1 - Cave City2 - Cherokee Village | - Hardy1 - Highland - Horseshoe Bend3 | Towns - Evening Shade - Sidney - Williford | - Ozark Acres - Poughkeepsie |

1 – teilweise im Fulton County

2 – teilweise im Independence County

3 – teilweise im Izard und im Fulton County

weitere Orte
- Armstrong
- Baker
- Ballard
- Calamine
- Center
- Hidden Valley
- Maxville
- Nelsonville
- Ozark Acres
- Poughkeepsie
- Sellers Store
- Shelbyville
- Sitka
- Stuart
- Wirth

Townships
- Big Creek Township
- Cave Township
- Cherokee Township
- Davidson Township
- East Sullivan Township
- Hardy Township
- Highland Township
- Jackson Township
- Lave Creek Township
- Lower North Township
- Morgan Township
- North Big Rock Township
- North Lebanon Township
- North Union Township
- Ozark Township
- Piney Fork Township
- Richwoods Township
- Scott Township
- South Big Rock Township
- South Lebanon Township
- South Union Township
- Strawberry Township
- Upper North Township
- Washington Township
- West Sullivan Township